# Madonna - Tutta la vita per un sogno
Madonna - Tutta la vita per un sogno (Madonna: Innocence Lost) è un film per la TV diretto da Bradford May, andato in onda negli Stati Uniti il 29 novembre 1994 su Fox.
Basato su una biografia non autorizzata di Christopher Andersen, il film racconta la vita della cantante Madonna, concentrandosi sugli inizi della sua carriera.